# Wydział Medyczny Politechniki Bydgoskiej im. Jana i Jędrzeja Śniadeckich
Wydział Medyczny Politechniki Bydgoskiej im. Jana i Jędrzeja Śniadeckich – jeden z dziewięciu wydziałów Politechniki Bydgoskiej im. Jana i Jędrzeja Śniadeckich. 
Do wydziału Medycznego przynależy szpital kliniczny przy ul. Szpitalnej 19, który został przekazany uczelni przez władze miasta. 

## Kierunki kształcenia
Dostępne kierunki:
- Kierunek Lekarski (jednolite magisterskie)

## Władze Wydziału
Kadencji od 2023
| Stanowisko                                     | Imię i nazwisko                              |
| ---------------------------------------------- | -------------------------------------------- |
| Dziekan                                        | prof. dr hab. n. med. Małgorzata Tafil-Klawe |
| Prodziekan ds. kształcenia i spraw studenckich | dr n. med. Anna Kloska                       |

## Struktura organizacyjna
Katedry wydziału:
| Katedra                     | Kierownik                                    |
| --------------------------- | -------------------------------------------- |
| Katedra badań podstawowych  | prof. dr hab. n. med. Małgorzata Tafil-Klawe |
| Katedra medycyny klinicznej | dr hab. n. med. Maciej Harat, prof. PBŚ      |